# زاغی سیاه مالایی
زاغی سیاه مالایی (نام علمی: Platysmurus leucopterus) نام یک گونه از تیره کلاغان است.